# باتارا

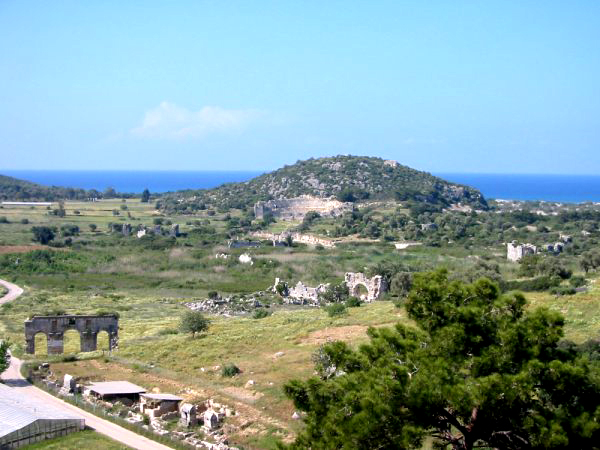
منظر عام لآثار مدينة باتارا. المسرح الكبير يقع على سفح التلة

باتارا مدينة في تركيا، وهي مدينة قديمة في آسيا الصغرى على ساحل ليكيا، وتبعد 5 كم عن مصب نهر كسانثوس (وهو الآن إيشن تشاي). وكانت مشهورة في الأزمنة القديمة لمعبد وكاهن أبولو، وكانت التجارة بها مزدهرة لأنها كانت ميناء كسانثوس وعدة مدن أخرى في نفس الوادي، وكانت تعتبر حاضرة ليكيا. ووسعها بطليموس فيلادلفوس وأعاد تسميتها أرسينوي لفترة من الزمن، وقد زينها فسباسيان بالحمامات. وهنا غير القديس بولس رحلته عبر سفينة فينيقيا في طريقه إلى صور ونحو القدس عام 60 م. ويقال أن باتارا هي مسقط رأس القديس نقولا. تروي الأساطير أن بانيها هو باتاروس بن أبولو، وأن الآلهة كانت تقيم بها وقت الشتاء.
الأنصاب الرئيسية الباقية هي قوس نصر ثلاثي به نقوش، وقد مر عبره الطريق المؤدي إلى كسانثوس، وهناك الجدران، وهناك مسرح قطره 265 قدما (حوالي 80 متر) وبني في العام 145 ميلادي (كما تشهد عليه إحدى النقوش) وهو محفوظ بشكل جيد جدا، رغم أنه مغطى بشكل كبير بالرمال التي تذروها الرياح؛ وقد بني بها الحمام الكبير في عهد فيسباسيان شمال الميناء.

## أعلام
- القديس نقولا
- إيديسيوس